# Profanes
Pour les articles homonymes, voir Profane.
Profanes est un roman de Jeanne Benameur paru le 9 janvier 2013 chez Actes Sud et ayant reçu le Grand prix RTL-Lire la même année,. 

## Éditions
- Actes Sud[2], 2013,  (ISBN 978-2-330-01428-5).
- Collection Babel, Actes Sud, 2014  (ISBN 978-2330028541).